# Говоровы
Говоровы — древний русский дворянский род.
Род внесён в VI часть родословной книги Рязанской губернии, а также II и III части Курской, Таврической и Полтавской губерний.

## История рода
Василий Говоров владел поместьем в Тверском уезде (1540). Павел Иванович, Захар, Василий и Булгак Прокофьевичи владели поместьями в Рязанском уезде (1553). В 1590-х годах в Рязанском уезде упомянут помещик Мирон Павлович.
Василий Миронович и Осип Павлович владели поместьями в Рязанском уезде (1615—1628). Ливенский помещик Мелех Васильевич убит литовскими людьми (1618). В XVII веке Говоровы служили также в подьячих.
Михаил Дементьевич и Григорий Аверкович владели населёнными имениями (1699).

## Известные представители
- Говоровы: Борис Васильевич, Андрей Лазаревич, Степан Осипович, Иван Дементьевич, Сидор Васильевич — рязанские городовые дворяне (1648—1688).